# Selidosema obscura
Selidosema obscura là một loài bướm đêm trong họ Geometridae.